# Dromaeosaurus
Dromaeosaurus je bio rod teropodnih dinosaura koji su živjeli u razdoblju kasne krede, između 76,5 i 74,8 milijuna godina pr. Kr. na zapadu SAD-a i u Alberti (Kanada). Njegov znanstveni naziv znači "gušter koji trči".

## Opis
Dromaeosaurus je bio maleni mesožder veličine vuka, dug oko 2 metra i težine oko 15 kg. U čeljustima je imao mnogo oštrih zuba, a na stopalima je imao oštru pandžu oblika srpa. Živio je u kampanijskom periodu kasne krede; međutim, neki fosilni zubi koji možda pripadaju ovom rodu mogu biti dokaz da je živio i u kasnom Maastrihiju u formacijama Lance i Hell Creek, prije 65,5 milijuna godina.
Dromaeosaurus je imao relativno robusnu lubanju s dubokom njuškom. Zubi su bili prilično veliki i bilo ih je samo 9 u gornjoj čeljusti.
Kod vrste Dromaeosaurus albertensis vena sa stražnje strane lubanje (vena capitis dorsalis) odvodila je krv iz mišića prednjeg dijela vrata kroz dva duga kanala koji su prolazili posteriornom površinom mozga.

## Otkriće i kasniji nalazi
Iako je dobio svjetsku pozornost u popularnim knjigama o dinosaurima i unatoč potpunim odljevima skeleta u mnogim svjetskim muzejima, Dromaeosaurus je iznenađujuće malo poznat iz stvarnih fosila. Pripremanje popularnog odljeva u muzeju Tyrrell izvedeno je samo pomoću fosilnih nalaza drugih dromeosaurida koji su otkriveni u novije vrijeme.
Prve poznate ostatke roda Dromaeosaurus otkrio je 1914. godine paleontolog Barnum Brown tijekom ekspedicije na rijeci Red Deer. Područje na koje su kosti skupljene sada je dio Dinosaur Provincial Parka u Alberti, Kanada. Fosil, holotip AMNH 5356, sastojao se od nepotpune lubanje duge 24 cm, donje čeljusti, podjezične kosti, prve kosti zapešća i nekih kostiju stopala. Lubanji je nedostajao veći dio vrha njuške. Iz kasnijih nalaza u Alberti i Montani poznato je još dijelova lubanje i oko 30 izoliranih zuba.
William Diller Matthew i Brown su 1922. godine imenovali i opisali tipičnu vrstu roda Dromaeosaurus: Dromaeosaurus albertenis. Prvi dio naziva potiče od grčkog δρομεύς (dromeus) - trkač - i σαύρος (sauros) - gušter. Drugi dio naziva, "albertenis", odnosi se na Albertu.
Imenovano je još sedam vrsta Dromaeosaurusa: Dromaeosaurus laevifrons (Cope 1876.) Matthew & Brown 1922.; Dromaeosaurus? cristatus (Cope 1876.) Matthew & Brown 1922.; Dromaeosaurus? gracilis (Marsh 1888.) Matthew & Brown 1922.; Dromaeosaurus explanatus (Cope 1876.) Kuhn 1939.; Dromaeosaurus minutus (Marsh 1892.) Russell 1972.; Dromaeosaurus falculus (Cope 1876.) Olshevsky 1979. i Dromaeosaurus mongoliensis (Barsbold 1983.) Paul 1988. godine. Danas se ni jedna od njih ne smatra validnom. Većina ih se bazira na nepotpunim ostacima koji vjerojatno pripadaju drugim rodovima i koji su daleko nepotpuniji od ostataka vrste Dromaeosaurus albertensis. Međutim, postalo je jasno da je Dromaeosaurus bio još rjeđi od ostalih malenih teropoda u svom staništu, iako je bio prvi dromeosaurid s relativno dobro očuvanom lubanjom.

## Paleobiologija i isharana
Dromaeosaurus se od svojih srodnika razlikuje po kratkoj, masivnoj lubanji, dubokoj čeljusti i robusnim zubima. Zubi su obično istrošeniji nego kod njegovog srodnika Saurornitholestesa, što znači da je čeljustima više lomio i kidao nego jednostavno rezao meso. Therrien et al. (2005.) su procijenili da je Dromaeosaurus imao ugriz gotovo tri puta jači nego kod Velociraptora i predložili su da se tijekom lova više oslanjao na čeljusti nego na veliku pandžu na stopalima.

## Filogenija
Matthew i Brown su isprva svrstali rod Dromaeosaurus u vlastitu optporodicu, Dromaeosaurinae, unutar "Deinodontidae" (sada poznate kao Tyrannosauridae) na osnovu nekih sličnosti u općim proporcijama lubanje. John H. Ostrom je 1969. godine primijetio da Dromaeosaurus dijeli mnoge osobine s Velociraptorom i tada nedavno otkrivenim Deinonychusom, pa je te rodove priključio u novu porodicu: Dromaeosauridae. Od tada su pronađeni mnogi novi srodnici roda Dromaeosaurus.
Točno srodstvo Dromaeosaurusa nije jasno. Iako mu njegova gruba građa daje primitivan izgled, on je zapravo bio vrlo specijalizirana životinja. U analizama današnjeg kladusa Dromaeosaurinae često se vraćaju rodovi kao što su Utahraptor, Achillobator i Adasaurus.